# Ram Krishna Chaudhari
Ram Krishna Chaudhari (ur. 14 lutego 1975) – nepalski lekkoatleta, sprinter.
Reprezentant kraju w igrzyskach azjatyckich. W 2001 odpadł w eliminacjach na 60 metrów podczas halowych mistrzostw świata w Lizbonie.

## Rekordy życiowe
- Bieg na 100 metrów – 10,71 (1999)[1], rekord Nepalu[5][6]
- Bieg na 200 metrów – 21,92 (1995 i 1999)[1], rekord Nepalu[7][6]
- Bieg na 60 metrów (hala) – 7,09 (2001)[1], rekord Nepalu[8][6]

Chaudhari jest także rekordzistą kraju w sztafecie 4 × 100 metrów (41,17 w 1995).